# 基里尔和美多德
基里尔和美多德（希臘語：Κύριλλος καὶ Μεθόδιος）是东罗马帝国的传教士。在传播基督教正教的同时，他们同为基里尔字母的发明做出了巨大贡献。他们同时被天主教会和东正教会封为圣人，被称为“圣基里尔和圣美多德”。

## 简介
基里尔在西元826年或827年出生，原名为“康斯坦丁”，基里尔是他在罗马成为修道士时取的圣名。美多德在825年或826年出生，原名为“米哈伊尔”，美多德是他在密细亚的奥林匹斯山成为修道士时取的圣名。他们都出生在萨洛尼卡（位于现在的希腊）。
860年，基里尔和美多德与受东罗马帝国皇帝米海尔三世和君士坦丁堡牧首佛提烏的命令去可萨汗国阻止犹太教的扩张。因为可萨人信奉犹太教可以免除一些政治纠纷，可萨汗国可汗坚定地将犹太教作为国教，所以这次任务失败了。
公元862年，大摩拉维亚的君主罗斯季斯拉夫要求东罗马帝国皇帝米海尔三世和君士坦丁堡牧首弗提乌一世派传教士给斯拉夫人传福音。米海尔三世迅速选择了派基里尔与美多德去，并且说：“你们来自萨洛尼卡，所有的萨洛尼卡人都讲着纯正的斯拉夫语”公元863年，基里尔与美多德对大摩拉维亚和潘诺尼亚的斯拉夫人进行过传教活动。为了向斯拉夫人传教，他们利用希腊字母和一些自创的字母创造了格拉哥里字母。格拉哥里字母是第一种用来记录古教会斯拉夫语的字母。随后他们将圣经翻译成古教会斯拉夫语，并在摩拉维亚推广了它。
在867年，教皇尼古拉一世邀请基里尔与美多德去罗马，869年2月14日，基里尔在罗马去世。870年，美多德返回摩拉维亚并在885年4月6日在那里去世。
两兄弟后来都被东正教会授予“斯拉夫人的传教士”的头衔。1880年，天主教教皇利奥十三世在天主教將他们的慶日加到天主教的禮儀曆中。1980年，天主教教宗若望·保祿二世宣布他们与诺尔恰的圣本笃同為欧洲的主保圣人。

## 纪念

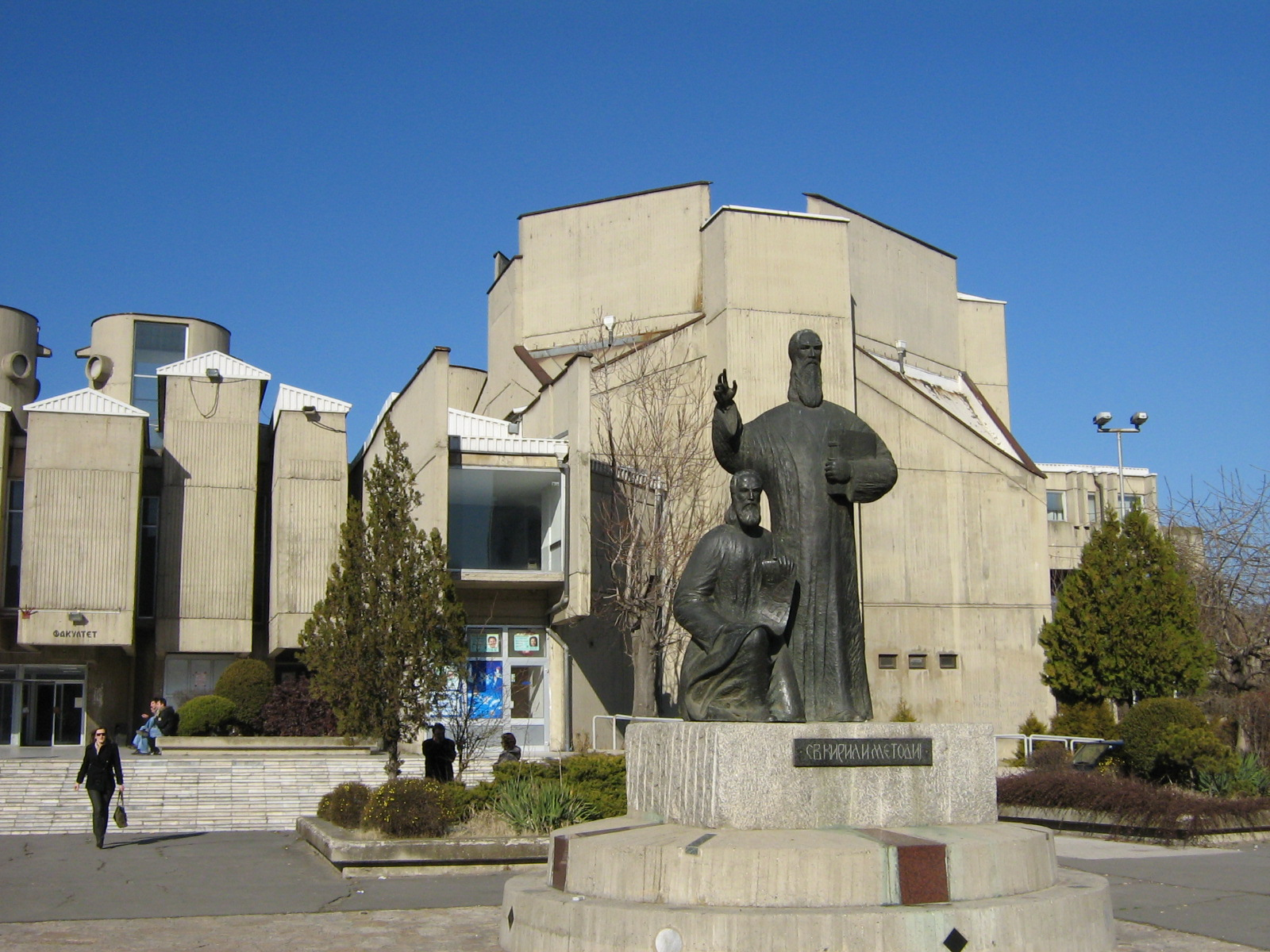
位于马其顿共和国斯科普里的圣基里尔与圣美多德雕像

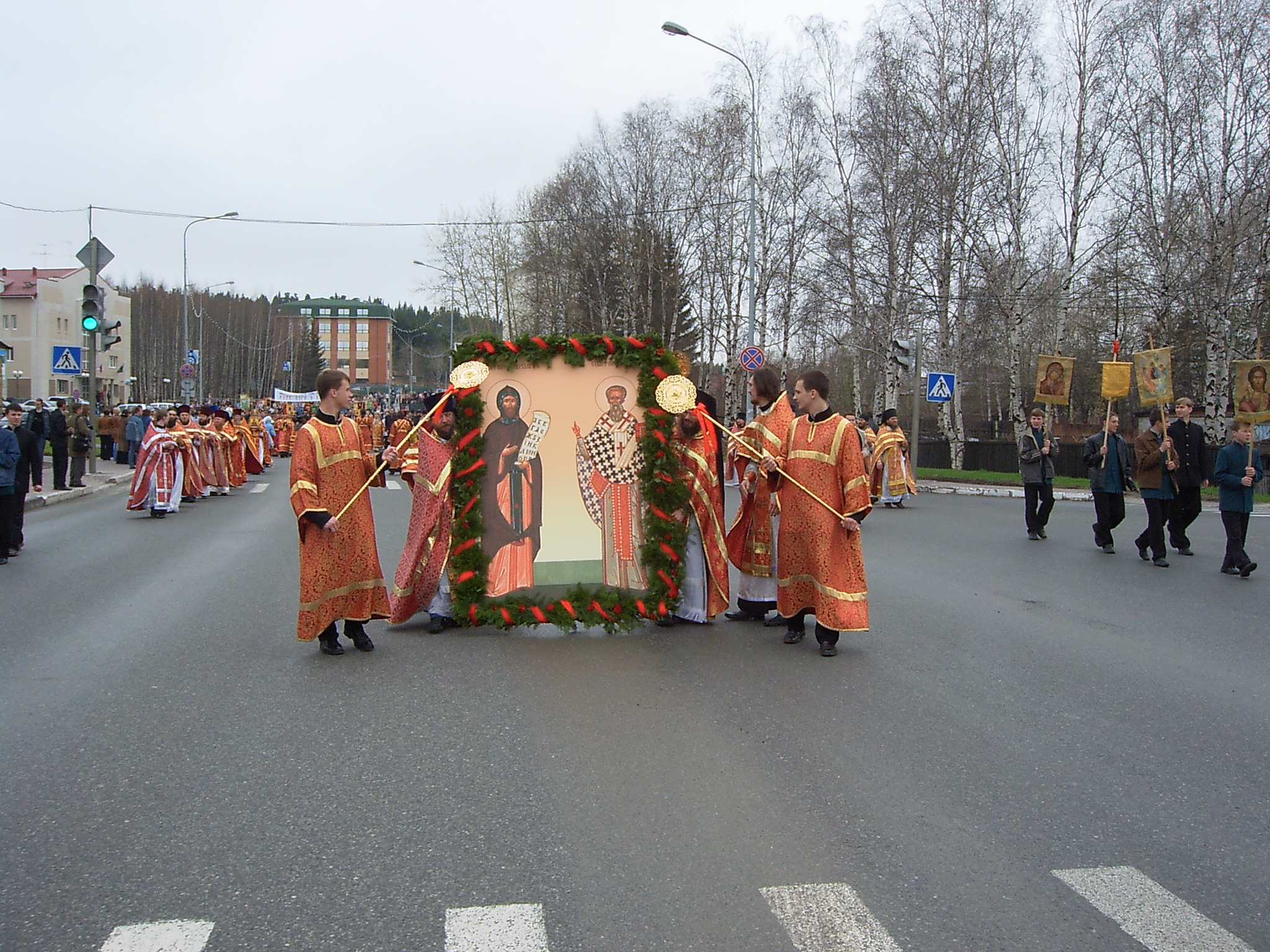
位于汉特-曼西斯克的2006年5月圣基里尔和圣美多德日的圣驾巡游活动

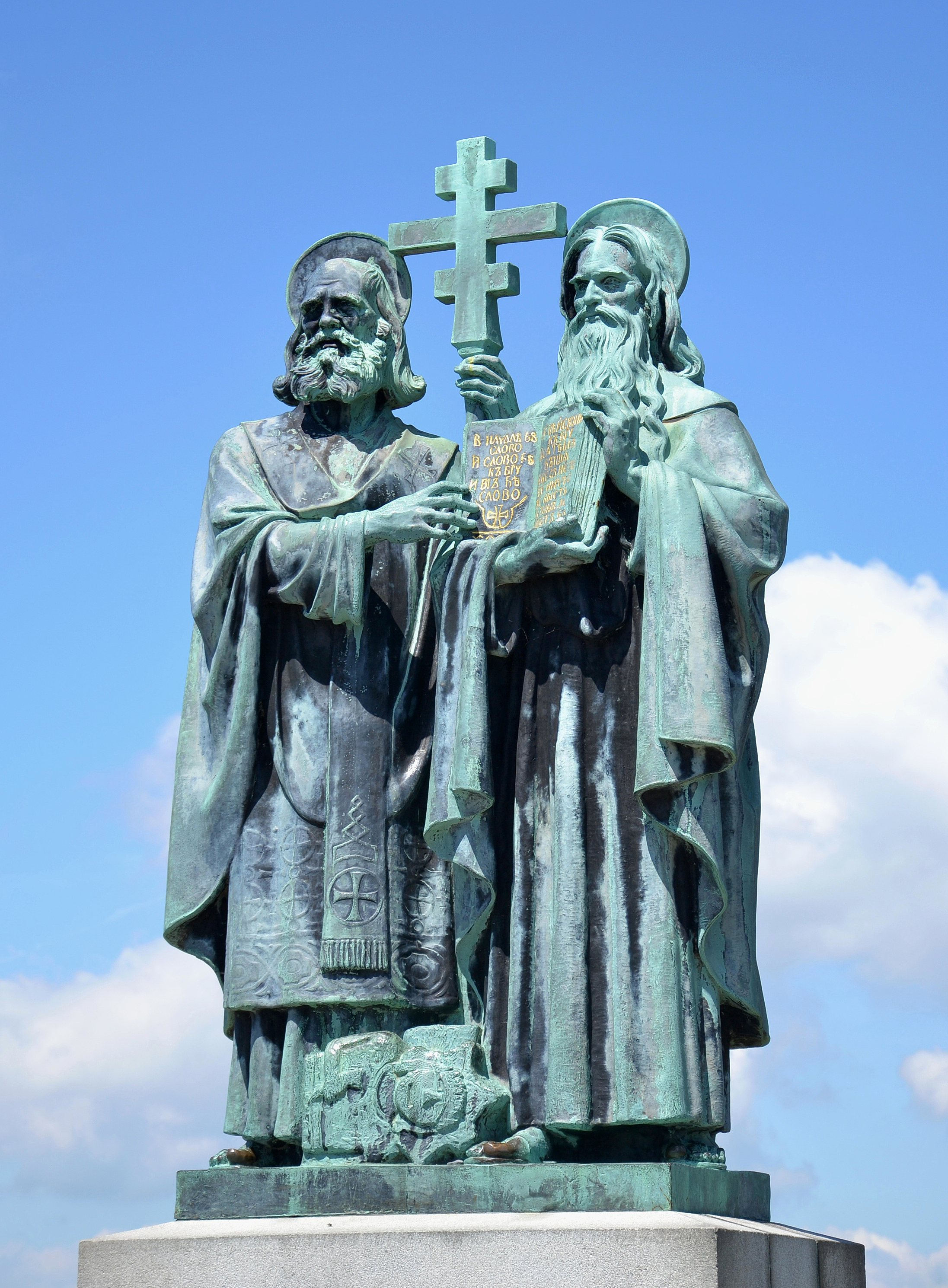
萊德霍斯特山上的聖徒西里爾與美多德雕像。

### 圣基里尔和圣美多德日
信奉东正教的国家一般将儒略历5月11日（公历5月24日）定为“圣基里尔和圣美多德日”，而信奉天主教的国家一般将7月5日定为“圣基里尔和圣美多德日”。
现在，“圣基里尔和圣美多德日” 作为公共节日在下列国家庆祝：
- 在保加利亚人们在5月24日纪念基里尔与美多德，节日的正式名称为“保加利亚教育、文化、和斯拉夫文学日”，一个用来纪念保加利亚文化、文学、与基里尔字母的节日。它被人们称为“字母、文化和教育节”。基里尔与美多德被看成是保加利亚国家图书馆的保护人。保加利亚国家图书馆前面就有他们的纪念馆。

- 在马其顿，人们在5月24日纪念基里尔与美多德，节日的名称为“圣基里尔和圣美多德日”。

- 在捷克，7月5日是“圣基里尔和圣美多德日”（捷克語：Den slovanských věrozvěstů Cyrila a Metoděje）。

- 在俄罗斯，5月24日是“斯拉夫文学与文化节”（俄语：День славянской письменности и культуры），庆祝斯拉夫文学、文化与字母。

- 在斯洛伐克，7月5日是“圣基里尔和圣美多德日”。[20]

### 以他们名字命名的事物
- 圣基里尔和美多德国家图书馆，位于保加利亚。
- 斯科普里圣基里尔和美多德大学，位于马其顿共和国。
- 圣基里尔和美多德神学院（英语：SS. Cyril and Methodius Seminary），位于美国密歇根市。